# عمرة الخثعمية
عمرة الخثعمية شاعرة عربية وأديبة من أديبات بنو خثعم.

## سيرتها
كانت عمرة أديبة وشاعرة فصيحة اللسان اشتهرت بشعر الحماسة، وقد قتل لها أخوين في بعض الغزوات فرثتهما عمرة بأبيات شعرية قالت فيها:

لقد زعموا أني جزعت عليهما ... وهل جزع أن قلت وا باباهما
هما أخوا في الحرب من لا أخا له ... إذا خاف يوما نبوة فدعاهما

هما يلبسان المجد أحسن لبسة ... شحيحان ما استطاعا عليه كلاهما